# Pleurothyrium westphalii
Pleurothyrium westphalii  es una especie de planta en la familia Lauraceae. Es un árbol endémico de Guatemala que fue únicamente registrado en el departamento de Alta Verapaz. Crece en bosque húmedo y denso entre 900 y 1100 m s. n. m., y puede alcanzar una altura de 20 m.